# 게리 오쇼네시
게리 오쇼네시(Gary O'Shaughnessy)는 아일랜드의 가수이다. 유로비전 송 콘테스트 2001에서 아일랜드 대표로 참가했다.